# Model de Sachdev–Ye–Kitaev
En física de la matèria condensada i física de forats negres, el model Sachdev-Ye-Kitaev (SYK) és un model exactament resoluble proposat inicialment per Subir Sachdev i Jinwu Ye, i posteriorment modificat per Alexei Kitaev a la forma actual que s'utilitza habitualment. Es creu que el model aporta informació per comprendre materials fortament correlacionats i també té una estreta relació amb el model discret d'AdS/CFT. Es proposa modelar molts sistemes de matèria condensada mitjançant aquest mètode, com ara punts quàntics acoblats a cables superconductors topològics, flocs de grafè amb límit irregular i xarxes òptiques de kagome amb impureses. Algunes variants del model són susceptibles de simulació quàntica digital, amb experiments pioners implementats en ressonància magnètica nuclear.

## Model
Sihui {\displaystyle n} un nombre enter i {\displaystyle m} un enter parell tal que {\displaystyle 2\leq m\leq n}, i considerem un conjunt de fermions de Majorana {\displaystyle \psi _{1},\dotsc ,\psi _{n}} quins són operadors de fermions que compleixen les condicions:
1. Hermitià {\displaystyle \psi _{i}^{\dagger }=\psi _{i}} ;
2. Relació de Clifford {\displaystyle \{\psi _{i},\psi _{j}\}=2\delta _{ij}}.

Deixa {\displaystyle J_{i_{1}i_{2}\cdots i_{m}}} siguin variables aleatòries les expectatives de les quals satisfan:
1. {\displaystyle \mathbf {E} (J_{i_{1}i_{2}\cdots i_{m}})=0} ;
2. {\displaystyle \mathbf {E} (J_{i_{1}i_{2}\cdots i_{m}}^{2})=1}.

Aleshores, el model SYK es defineix com
{\displaystyle H_{\rm {SYK}}=i^{m/2}\sum _{1\leq i_{1}<\cdots <i_{m}\leq n}J_{i_{1}i_{2}\cdots i_{m}}\psi _{i_{1}}\psi _{i_{2}}\cdots \psi _{i_{m}}}
Tingueu en compte que de vegades s'inclou un factor de normalització addicional.
El model més famós és quan m=4 :
{\displaystyle H_{\rm {SYK}}=-{\frac {1}{4!}}\sum _{i_{1},\dotsc ,i_{4}=1}^{n}J_{i_{1}i_{2}i_{3}i_{4}}\psi _{i_{1}}\psi _{i_{2}}\psi _{i_{3}}\psi _{i_{4}}}
on el factor {\displaystyle 1/4!} s'inclou per coincidir amb la forma més popular.